# Amatitlán
Amatitlán – miasto w Gwatemali, w departamencie Gwatemala leżące w odległości 27 km na południe od stolicy kraju, nad jeziorem Amatitlán. Miasto jest siedzibą gminy o tej samej nazwie, która w 2012 roku liczyła 110 556 mieszkańców. W mieście rozwinął się przemysł metalowy, włókienniczy, spożywczy oraz chemiczny.